# Ololygon agilis
Ololygon agilis é uma espécie de anfíbio da família Hylidae. Endêmica do Brasil, onde pode ser encontrada apenas nos estados da Bahia e Espírito Santo.